# Juan Ignacio Aguilar
Juan Ignacio Aguilar (Huamanga, 1716 – Ferrara, 1799) è stato un gesuita peruviano.
Esule in Italia, nel 1754 ristampò l'Arte y vocabulario de la lengua Quichua con approfondimenti personali.